# Český magický svaz
Český magický svaz je občanské sdružení, zastřešující organizace českých, moravských a slovenských kouzelníků, která byla založena v roce 1969 a funguje pod záštitou a finanční podporou Ministerstva kultury České republiky.[zdroj?] Sdružuje amatéry a profesionály, kteří se zajímají o moderní magii. V současné době[kdy?] je prezidentem organizace Jiří Hadaš. Český magický svaz je součástí mezinárodní asociace národních kouzelnických svazů F.I.S.M.

## Hlavní činnost
Jde o zájmové občanské sdružení s působností na území České republiky, ve kterém se sdružují zájemci o moderní magické umění, jež je založeno na principu trikového efektu. Vyhlašuje mistrovství České republiky, organizuje soutěžní festivaly, odborné semináře a vydává kromě knih i vlastní časopis. Český magický svaz řídí výkonná rada, která je volena Magickým sněmem.

## Hlava ČMS
V čele ČMS stojí předseda (prezident) Českého magického svazu, v roce 2009 byl na kouzelnickém festivalu v Železném Brodě do čela svazu zvolen známý český kouzelník Pavel Kožíšek.
Prezidenti postkomunistické éry byli:
- Jan Jedlička (Stromijan)
- Jaroslav Randáček (Marvin)
- František Cach (1955–2010)
- Stanislav Saldak